# لوكا كوفاتشيفيتش
لوكا كوفاتشيفيتش مواليد 1 يونيو 1992 في رييكا، كرواتيا، هو لاعب كرة يد كرواتي يلعب كظهير أيمن. مثل منتخب كرواتيا لكرة اليد.